# Glochidion manono
Glochidion manono är en emblikaväxtart som beskrevs av Henri Ernest Baillon och Johannes Müller Argoviensis. Glochidion manono ingår i släktet Glochidion och familjen emblikaväxter. IUCN kategoriserar arten globalt som sårbar. Inga underarter finns listade i Catalogue of Life.